# ألفرد كادمان
ألفرد كادمان هو سياسي نيوزيلندي، ولد في 17 يونيو 1847 في سيدني في أستراليا، وتوفي في 23 مارس 1905 في أوكلاند في نيوزيلندا. نشط حزبياً في الحزب الليبيرالي النيوزيلندي.

## مناصب
- انتخب Minister for Māori Development [الإنجليزية]‏ (4 فبراير 1891 – 29 يونيو 1893).
- انتخب وزير العدل [الإنجليزية]‏ (6 سبتمبر 1893 – 28 مارس 1895).
- انتخب وزير العدل [الإنجليزية]‏ (28 مايو 1892 – 1 مايو 1893).
- انتخب عضو مجلس النواب النيوزيلندي ‏.